# Produto Privado Remanescente
O Produto Privado Remanescente (PPR) é uma estatística econômica alternativa ao Produto Interno Bruto (PIB). Idealizado pelo economista da Escola Austríaca Murray Rothbard. 
Fórmula:
{\displaystyle PPR=C+I-G+(X-M)\,}Onde,
- C é o consumo privado
- I é o total de investimentos realizados
- G representa gastos governamentais
- X é o volume de exportações
- M é o volume de importações

Ou PPR = PIB - 2*G